# Naturbahnrodel-Junioreneuropameisterschaft 2017
Die 34. FIL-Naturbahnrodel-Junioreneuropameisterschaft fand vom 11. bis 12. Februar 2017 in Umhausen in Österreich statt. Nach den Trainingsläufen und der Eröffnungsfeier am Freitag fielen am Samstag und Sonntag die Entscheidungen im Doppelsitzer und in den Einsitzerwettbewerben.

## Einsitzer Herren
| Platz | Name                | Zeit        |
| ----- | ------------------- | ----------- |
| 01    | Fabian Achenrainer  | 2:29,44 min |
| 02    | Florian Markt       | + 1,21 s    |
| 03    | Laurin Kompatscher  | + 1,76 s    |
| 04    | Philip Haselrieder  | + 2,06 s    |
| 05    | Florian Haselrieder | + 2,46 s    |
| 06    | Miguel Brugger      | + 4,56 s    |
| 07    | Daniel Gruber       | + 4,57 s    |
| 07    | Aleksandr Zyrianov  | + 4,57 s    |
| 09    | Nikolai Shulgin     | + 4,80 s    |
| 10    | Andryi Demchuk      | + 5,12 s    |

32 von 33 gemeldeten und gestarteten Rodlern kamen in die Wertung.

## Einsitzer Damen
| Platz | Name                | Zeit        |
| ----- | ------------------- | ----------- |
| 01    | Alexandra Pfattner  | 2:31,71 min |
| 02    | Maria Auer          | + 01,23 s   |
| 03    | Theresa Maurer      | + 01,85 s   |
| 04    | Camilla Singer      | + 02,00 s   |
| 04    | Daniela Mittermair  | + 02,08 s   |
| 06    | Lisa Walch          | + 02,62 s   |
| 07    | Nadine Staffler     | + 04,13 s   |
| 08    | Nadja Nemec         | + 12,47 s   |
| 09    | Anastasia Bagnetova | + 13,63 s   |
| 10    | Aleksandra Suvorova | + 14,43 s   |

Von 19 gemeldeten und gestarteten Rodlerinnen kamen 18 in die Wertung

## Doppelsitzer
| Platz | Name                                 | Zeit        |
| ----- | ------------------------------------ | ----------- |
| 1     | Manuel Gaio – Nicolo Debertolis      | 2:41,79 min |
| 2     | Fabian Achnrainer – Miguel Brugger   | + 0,44 s    |
| 3     | Andryi Demchuk – Myroslav Lenko      | + 0,65 s    |
| 4     | Josef Limmer – Oliver Schiller       | + 1,12 s    |
| 5     | Kirill Kravchuk – Aleksandr Zyrianov | + 2,32 s    |
| 6     | Marcin Sitkowski – Patryk Budny      | + 22,42 s   |
| 7     | Aleksei Sergushkin – Evgenii Obedin  | + 9,36 s    |

Datum: 9. Februar 2013 (beide Wertungsläufe)
Alle 7 gemeldeten und gestarteten Doppelsitzer kamen 7 in die Wertung

## Medaillenspiegel
| Platz | Land        | Gold | Silber | Bronze | Gesamt |
| ----- | ----------- | ---- | ------ | ------ | ------ |
| 1.    | Österreich  | 1    | 3      | —      | 4      |
| 2.    | Italien     | 2    | 0      | 1      | 3      |
| 3.    | Ukraine     | —    | —      | 1      | 1      |
| 3.    | Deutschland | —    | —      | 1      | 1      |